# Sysprep
Sysprep(시스프랩, System Preparation의 준말)은 마이크로소프트 윈도우 운영 체제를 배포하기 위한 마이크로소프트사의 시스템 준비 유틸리티이다.

## 역사
Sysprep은 윈도우 NT 4.0에 처음 도입되었다. 그 뒤로 윈도우 2000, 윈도우 XP에도 도입되어 마이크로소프트 웹사이트에서 내려받거나 윈도 CD를 통해 이용할 수 있다. 윈도우 비스타는 Sysprep의 독립 버전인 하드웨어 추상화 계층 (HAL)이 포함된 최초의 마이크로소프트 운영 체제이다.

## 목적
데스크톱 배포는 일반적으로 디스크 복제 응용 프로그램들을 통해 수행된다. Sysprep은 디스크 이미지를 통한 디스크 복제와 복원을 위해 운영 체제를 준비하는 데 사용할 수 있다.
윈도 운영 체제 설치는 여러 대의 컴퓨터에 디스크 이미지를 저장하고 배포하기 전에 설치를 진행할 때마다 필요한 수많은 고유 요소를 포함하고 있다.
- 컴퓨터 이름[1]
- 보안 식별자 (SID)
- 드라이버 캐시

Sysprep은 설치 과정 동안에 새로운 컴퓨터 이름, 고유 보안 식별자, 사용자 정의 드라이버 캐시 데이터베이스의 작성을 허용함으로써 이러한 문제들을 해결한다.
관리자들은 SetupMgr.exe (윈도우 XP)나 시스템 이미지 관리자 (윈도우 비스타)와 같은 도구들을 사용하여 시스템이 새로운 컴퓨터를 배포하기 위한 응답 파일들을 만들 수 있다.